# Guellal
Guellal, anciennement Guellal Boutaleb, est une commune de la wilaya de Sétif en Algérie.

## Musique
Un guellal (appelé aussi qallouz dans la région de Saïda...)  n’est  utilisé  que  dans  ce sous - genre de bédoui contrairement au eye yey  et  au bédoui chaoui  qui utilisent  le  bendaïr ou bendir pour la percussion. Il prend la forme cylindrique ou conique et son diamètre est plus réduit que celui de la derbouka, mais sa longueur dépasse celle-ci.Il en existe trois types selon le diamètre du  qallouz : ‘Achari (dix) plus grand, sbe’ï (sept) moyen et khmassi (cinq) plus petit . Il est fabriqué soit d’un tronc d’agave (Sebbâr), soit de ciment et de métal ou de bois spécial (Kerrouche). La peau  ou  membrane  de  son  cadre  est  prélevée  sur le  chevreau ( jdye) qu’on fixe  avec de l’argile  ou du plâtre au - dessus de deux  cordes  tendues ( lawtar )faites de  boyaux séchés  de  chèvre (on y met du corail mordjens ) pour obtenir la  meilleure  résonance . Et  aussi  pour  le  même  but , on met  du  métal  au  bord  de  l’autre  ouverture  qui  reste  vide , et  qu’on  couvre  bien avec  du plâtre . Son jeu  s’obtient  surtout avec  les  doigts  de  la  main droite  au centre et au rebord  de la peau  tendue , alors  que  les  doigts de  la  main  gauche restent fixés sur le rebord  supérieur  tout  en se mouvant . Dans la chanson  bédoui wahrâni  il ne se  joue qu’en  position assise  sur la  cuisse gauche  tenu  par  le cheikh  lui - même ( maître - chanteur  et  chef  d’orchestre ) qui fait  fonction aussi de  ‘’ glaïli ’’  joueur  de  guellal , et  qui  souvent  muni  d’une  bague  avec laquelle  il frappe , de  temps à autre , le haut du pourtour sur lequel est fixée la peau , dans une sorte de remplissage rythmique ; et  mouille  parfois  la  membrane  avec  de  la  salive pour mieux la  tendre. On  dit  en  langage  melhounien  que le guellal ’’ issadi be tengar ’’, il retentit avec  son timbre  reconnaissable dans les interludes instrumentaux, et s’entend à peine lors du chant ou s’arrête totalement.